# Acenocoumarol
Acenvitymarol là thuốc chống đông máu có chức năng như một chất đối vận vitamin K (như warfarin). Nó là một dẫn xuất của coumarin và là chung chung, do đó được bán trên thị trường dưới nhiều tên thương hiệu trên toàn thế giới.